# Moločansk
Moločansk (ukrajinsky Молочанськ; rusky Молочанск; německy Halbstadt) je město v Záporožské oblasti na Ukrajině. Leží na řece Moločně jihozápadně od Tokmaku a přibližně osmdesát kilometrů jihovýchodně od Záporoží, správního střediska celé oblasti. V roce 2013 žilo v Moločansku přibližně sedm tisíc obyvatel. Od počátku ruské invaze na Ukrajinu je město okupováno Ruskou federací.

## Dějiny
Moločansk byl založen v roce 1804 mennonity, kteří sem přišli ze Západního Pruska a své sídlo pojmenovali Halbstadt. Na ruské jméno Moločansk byl přejmenován poprvé v roce 1928, německé jméno měl pak ještě za druhé světové války v rámci říšského komisariátu Ukrajina.

### Rodáci
- Ingrid Rimlandová (*1936) – americká spisovatelka, dětská psycholožka a zpochybňovačka holokaustu